# Red Snapper
A Red Snapper nevű instrumentális brit zenekar 1993-ban alakult meg Londonban. Nevük a vörös csattogóhal angol neve. A 2000-es Our Aim is to Satisfy című nagylemezük bekerült az 1001 lemez, amit hallanod kell, mielőtt meghalsz című könyvbe. Először egy középlemezt jelentettek meg 1994-ben. Ezen a lemezen dzsesszes, dubos, breakbeates és drum and bass elemek szerepeltek. Ez az EP meg is határozta a Red Snapper későbbi hangzásvilágát.
2002-ben feloszlottak, a tagok szerint ez azért történt meg, mert túl sokat vitáztak azon, hogy milyen stílusú zenét játsszanak, mivelhogy mindenki másmilyen stílusban szeretett volna zenélni. 2007-ben azonban újraalakultak, és a mai napig működnek.

## Tagok
- Ali Friend – basszusgitár
- Richard Thair – dobok
- David Ayers – gitár

## Diszkográfia

### Stúdióalbumok
- Prince Blimey (1996)
- Making Bones (1999)
- Our Aim is to Satisfy (2000)
- Key (2011)
- Hyena (2014)

## Egyéb kiadványok
- The Snapper EP (1994, bemutatkozó középlemez)
- The Swank EP (1994, középlemez)
- Hot Flush (1995)
- Red Snapper (2003, ritkaságokat tartalmazó válogatáslemez)
- Redone (2003, remix album)
- A Pale Blue Dot (2008)
- Chris Smith EP (középlemez, 2009)
- Card Trick EP (középlemez, 2014)
- Reeled and Skinned (1995)
- It's All Good (2002)